# Viognier
Le Viognier B est un cépage blanc qui n'a été originellement cultivé que dans la Vallée du Rhône septentrionale. Après avoir failli disparaître, il est devenu depuis le dernier quart du XXe siècle une des variétés les plus appréciées au niveau mondial.

## Origine

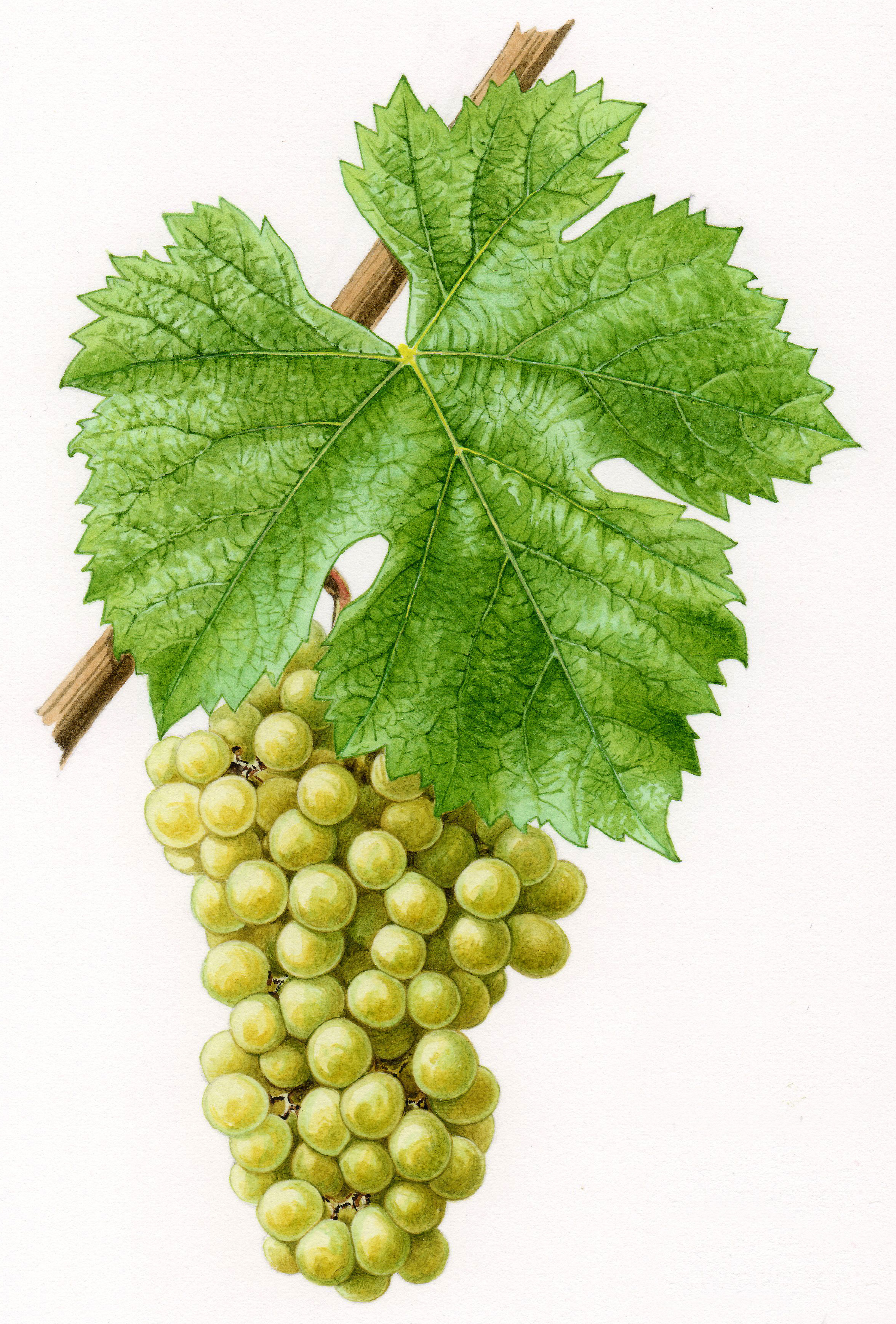
Grappe et feuille de viognier.

### Histoire
L'origine du cépage est obscure mais nécessairement liée à la région où il a été primitivement cultivé et est issu de vignes sauvages de la région du Rhône. La légende raconte que le Viognier est d'origine dalmate, apporté en Gaule par l'empereur Probus. Quant à celle de son nom elle l'est un peu moins. Elle est liée au celte vidu (bois) qui se retrouve dans le toponyme savoyard Vions noté en tant que Vione en 1365. En 2004, une analyse de son ADN, réalisée par les chercheurs de l'Université de Californie à Davis, a prouvé son origine alpine puisqu'un cépage du Piémont, le Freisa, est son descendant, celui-ci étant, par ailleurs, génétiquement apparenté au Nebbiolo.
Autrefois, il était cultivé assez communément, mais le phylloxéra puis la Première Guerre mondiale provoquèrent son abandon. Présent sur à peine 8 hectares, en 1965, sa production n'était plus que de 1 900 litres. Ses qualités intrinsèques, jointes à la pugnacité des vignerons producteurs de Condrieu, ont rétabli sa popularité et son marché. En 1986, il était planté sur 20 ha à Condrieu. Peu à peu l'appellation reprit sa notoriété et la superficie plantée se développa jusqu'à atteindre les 105 hectares actuels. Après être descendu dans les Côtes-du-Rhône méridionales puis dans les vignobles méridionaux, en l'an 2000, il y avait dans le sud de la France 2 359 ha en production. Depuis il a conquis très rapidement une notoriété internationale et il est de nos jours présent sur les cinq continents.

### Aire de répartition

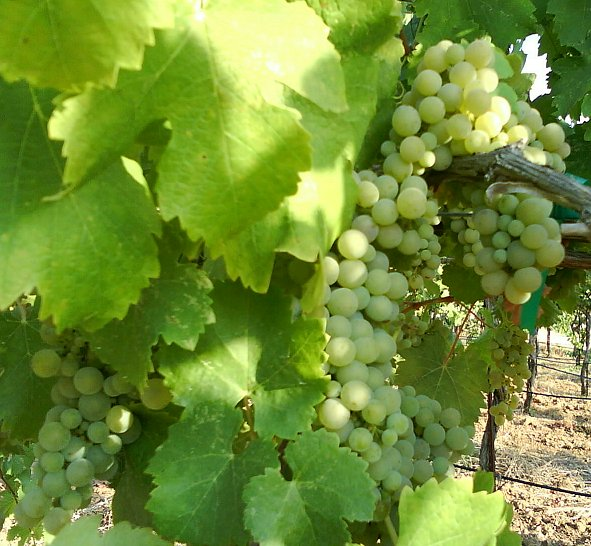
Grappes de viognier

En France, c'est le cépage unique du condrieu, un vin rare, coûteux et recherché des amateurs, ainsi que de son petit frère, le château-grillet, une des plus petites AOC françaises en vin blanc (3,5 ha), qui n'a qu'un seul producteur.
Depuis les années 1990, il est également apprécié dans le Midi de la France. À l'origine, il a été planté pour être vinifié en complément d'autres cépages, en blanc comme en rouge (Côte Rôtie). Depuis peu, il est également utilisé en cépage unique pour des vins bien moins coûteux, mais moins complexes, moins fins et moins minéraux que le condrieu.
Le viognier est également utilisé en Italie, Espagne, Grèce, Suisse ou encore Autriche. Mais c'est hors d'Europe qu'il a le plus de succès. C'est l'un des grands cépages blancs américains, principalement en Californie, où il est vinifié seul ou en complément de chardonnay, de chenin blanc ou de colombard. En Australie, où il représente une superficie de moins de 800 hectares, il est parfois vinifié en complément de syrah. Il est également planté en Afrique du Sud sur 0,5 % de la surface vinicole et il y est considéré comme prometteur.

### Synonymie
Barbin, Rebolot, Greffou, Picotin Blanc, Vionnier, Petit Vionnier, Viogne, Galopine, Vugava bijela.

## Caractères ampélographiques

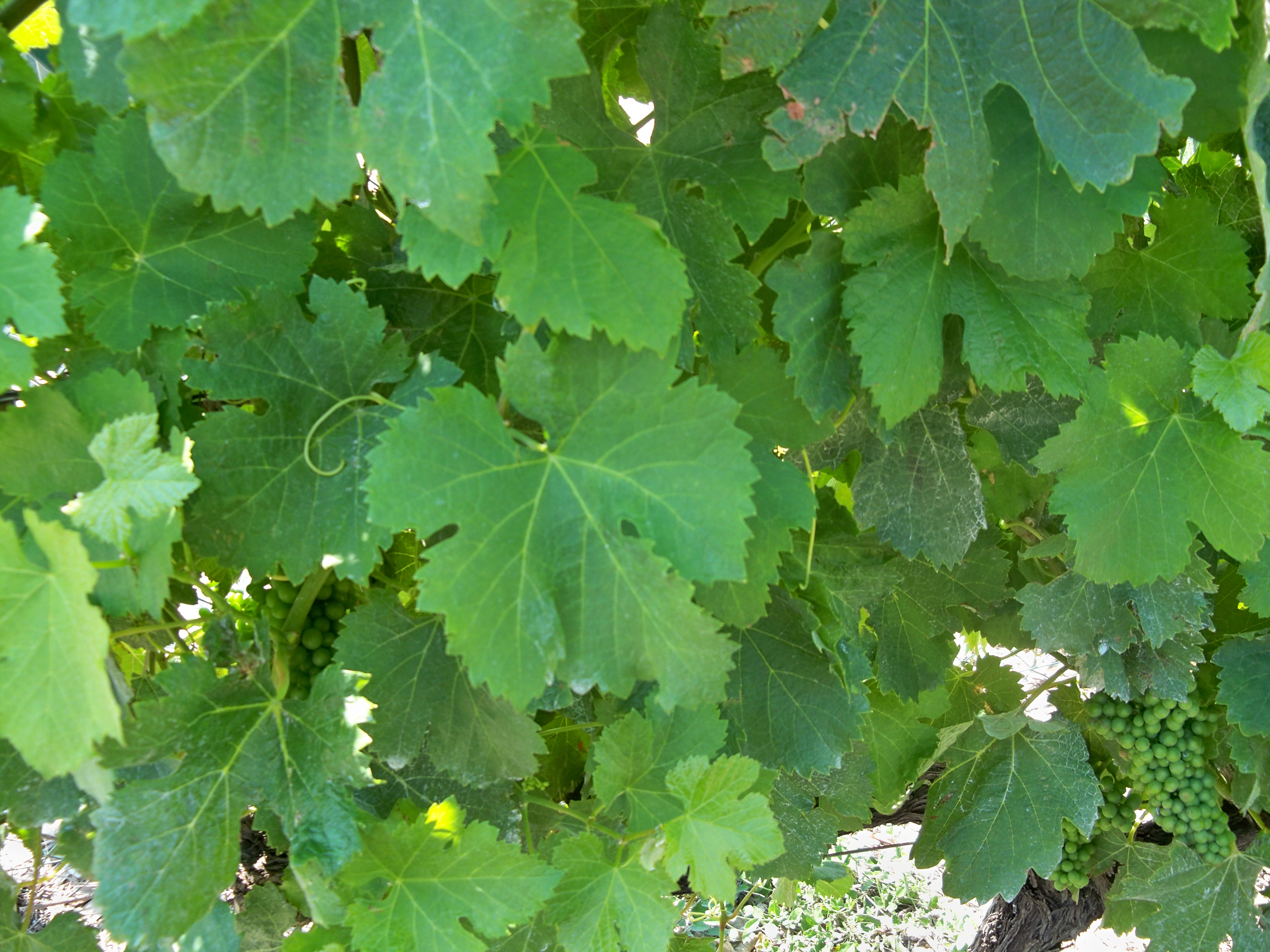
Feuilles de viognier.

Le jeune rameau est légèrement cotonneux. Les jeunes feuilles sont de couleurs vertes à reflets dorés.
Les feuilles adultes sont de couleur vert clair de petite moyenne taille, orbiculaires, à 3 ou 5 lobes, un sinus pétiolaire peu ouvert, des sinus latéraux inférieurs peu marqués, des dents rectilignes de taille moyenne, un limbe bullé, frisé sur les bords.
Ses grappes sont petites à moyennes, tronconiques, compactes et parfois ailées. Ses baies sont petites, sphériques ou faiblement ovoïdes, d'un blanc ambré, à la peau épaisse et à la saveur légèrement muscatée.

## Aptitudes

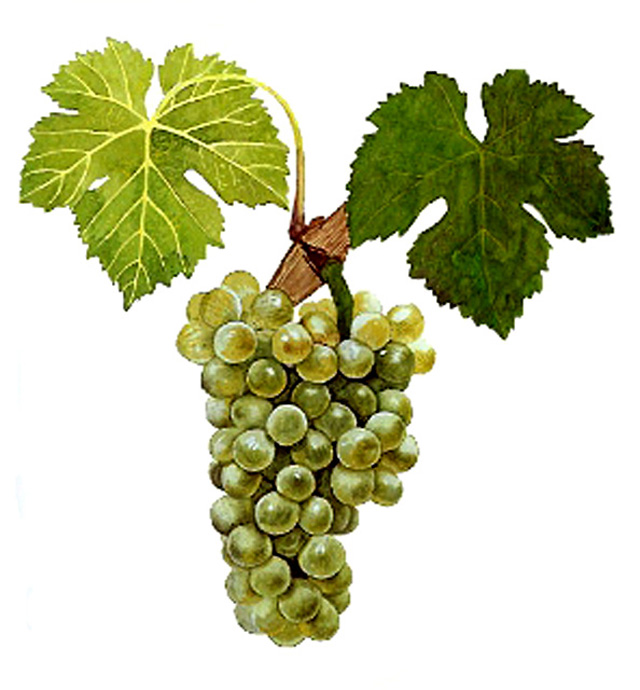
Grappe de viognier

### Culturales
Sa densité de plantation doit être assez élevée sur des terres profondes mais pas trop fertiles.

### Sensibilité aux maladies
Il est sensible à l'oïdium, quelque peu à la pourriture grise, résiste bien à la sécheresse. Il est aussi sensible au vent et en particulier au mistral dans la vallée du Rhône.

### Œnologiques
Le viognier donne un vin blanc fin de grande qualité, gras, onctueux, très parfumé, avec des notes florales (violette) et fruitées (mangue, abricot) très développées. Dans son apogée, il dégage des touches de musc, pain d'épices et tabac. Sensible à l'oxydation, c'est un vin à boire jeune.

## Gastronomie
Traditionnellement, ce vin s'apprécie avec les poissons de rivière, les écrevisses à la nage, les quenelles de brochet et les crustacés fins (langoustine, coquilles Saint-Jacques poêlées) ou avec une viande blanche. Il est bu aussi avec un fromage de chèvre - la rigotte de Condrieu - ou bien encore des asperges.
Les vins issus du viognier, par leurs arômes et leur fruité, accompagnent les aliments épicés de la cuisine thaïlandaise et la cuisine vietnamienne. La floralité de certains de ses vins, pouvant rappeler celle du saké, permet un mariage heureux avec les sushi et sashimi.